# Рашид (місто)
Раши́д (араб. رشيد) — місто і центр району в губернаторстві Бухейра в Єгипті. Розташоване на півночі губернаторства, за 45 км на північний схід від Александрії, на лівому березі основного західного рукава Нілу (який також має назву Рашид), за 5 км від Середземного моря. Населення міста — 64 429 осіб (2005).

## Історія
У давнину існувало місто Болбітін. Рашид був заснований близько 800 року. У середньовіччі Рашид мав важливе значення як торгове місто, що процвітало до самого будівництва каналу Махмудія та реконструкції гавані в Александрії, куди перейшла більша частина торгівлі. Місто стало відомим на заході як Розетта. Так його називали французи за часів Єгипетського походу Наполеона Бонапарта у 1798–1799. Рашид прославився завдяки Розетському каменю, який знайшли французькі солдати в 1799 році.

## Економіка
У Рашиді розташований суднобудівний завод, що виготовляє до 1 000 яхт на рік. Окрім того, у Рашиді вирощують фініки (його навіть називають Містом мільйону пальм) і заготовляють рис.

## Пам'ятки
У Рашиді є 12 історичних мечетей і 22 історичні будівлі, збудованих за часів мамлюків і турків-османів.

## Галерея

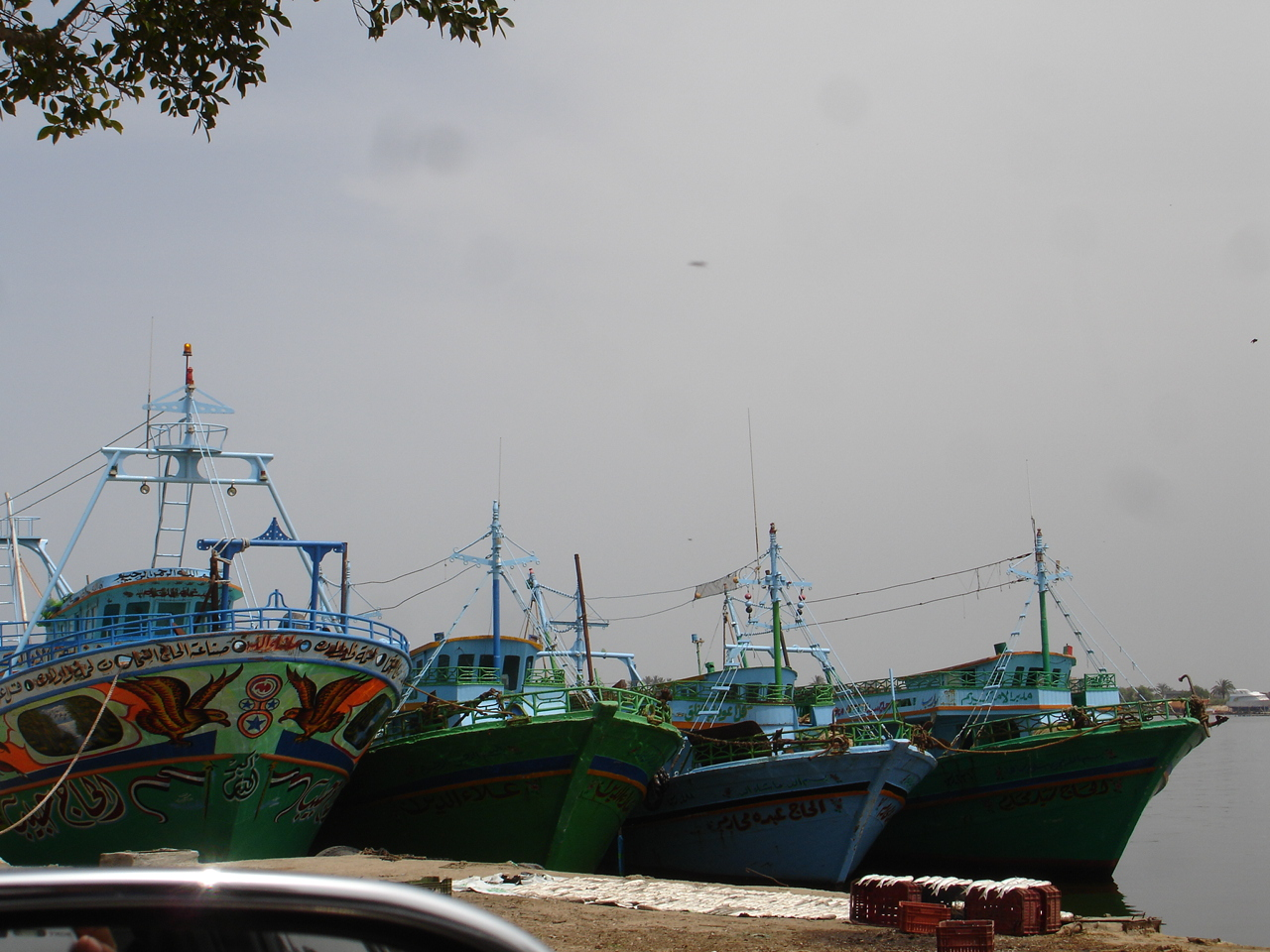
Зелені човни
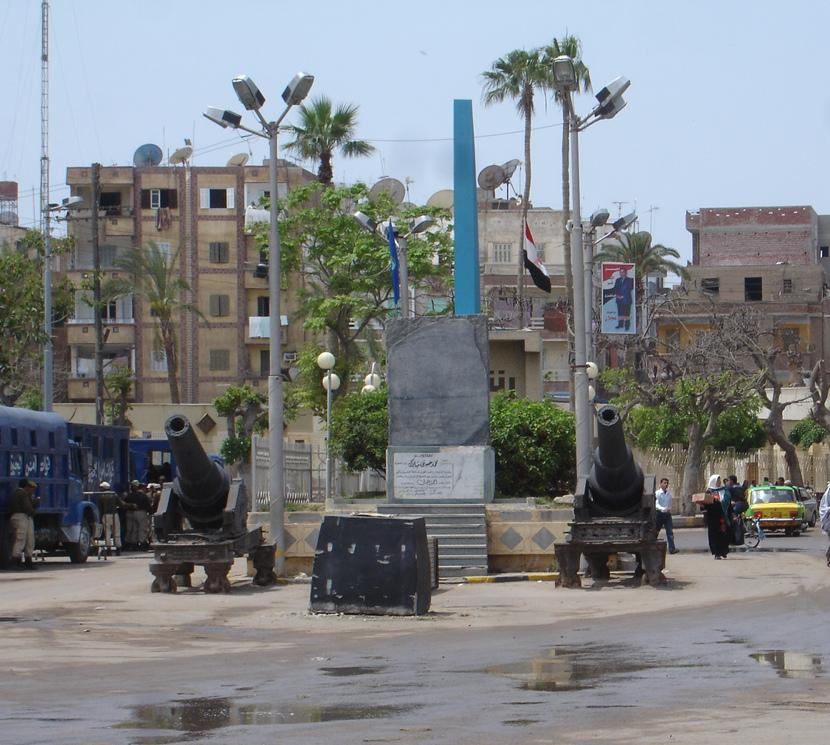
Ідентична копія Розетського каменя
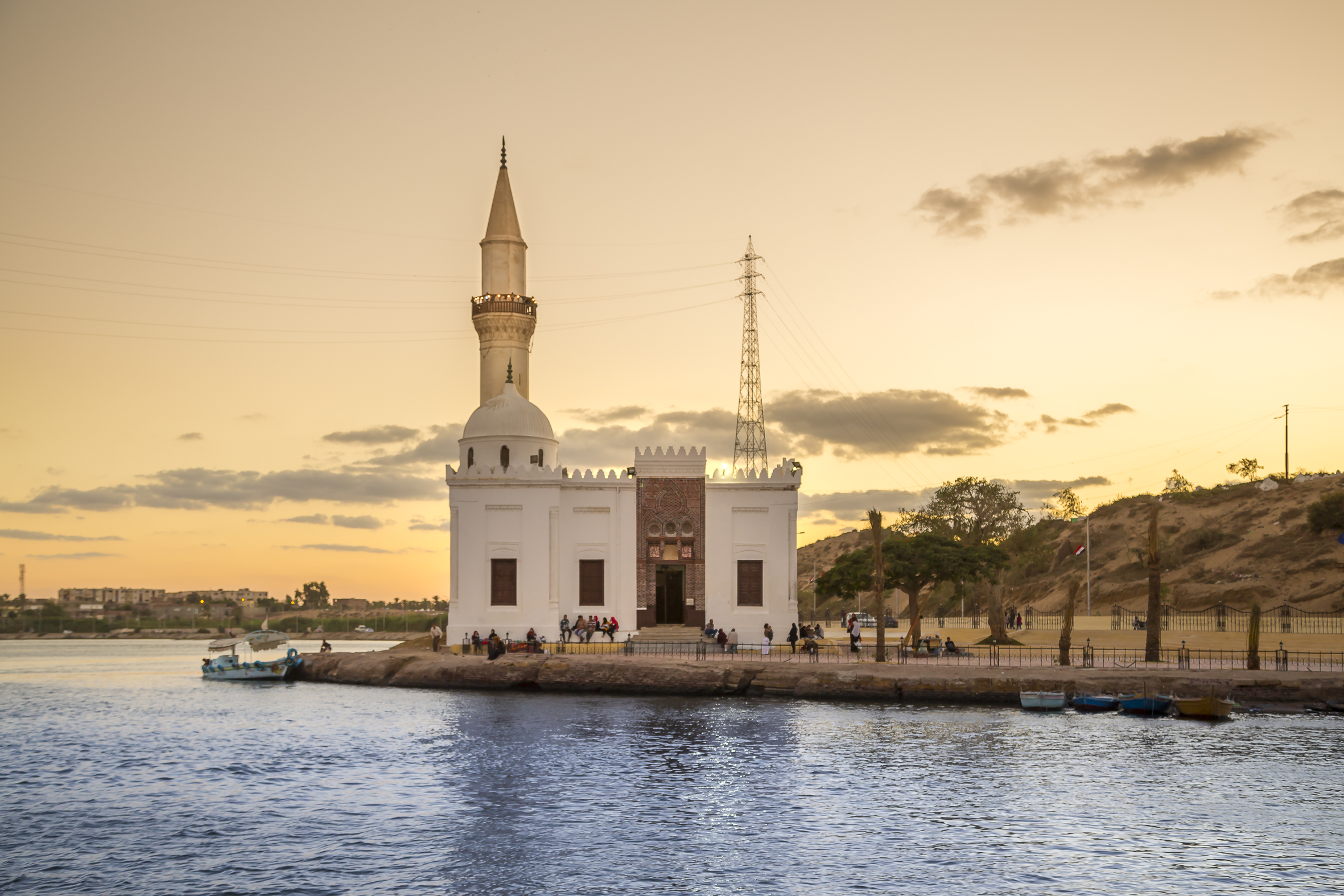
Мечеть Абу-Мандур
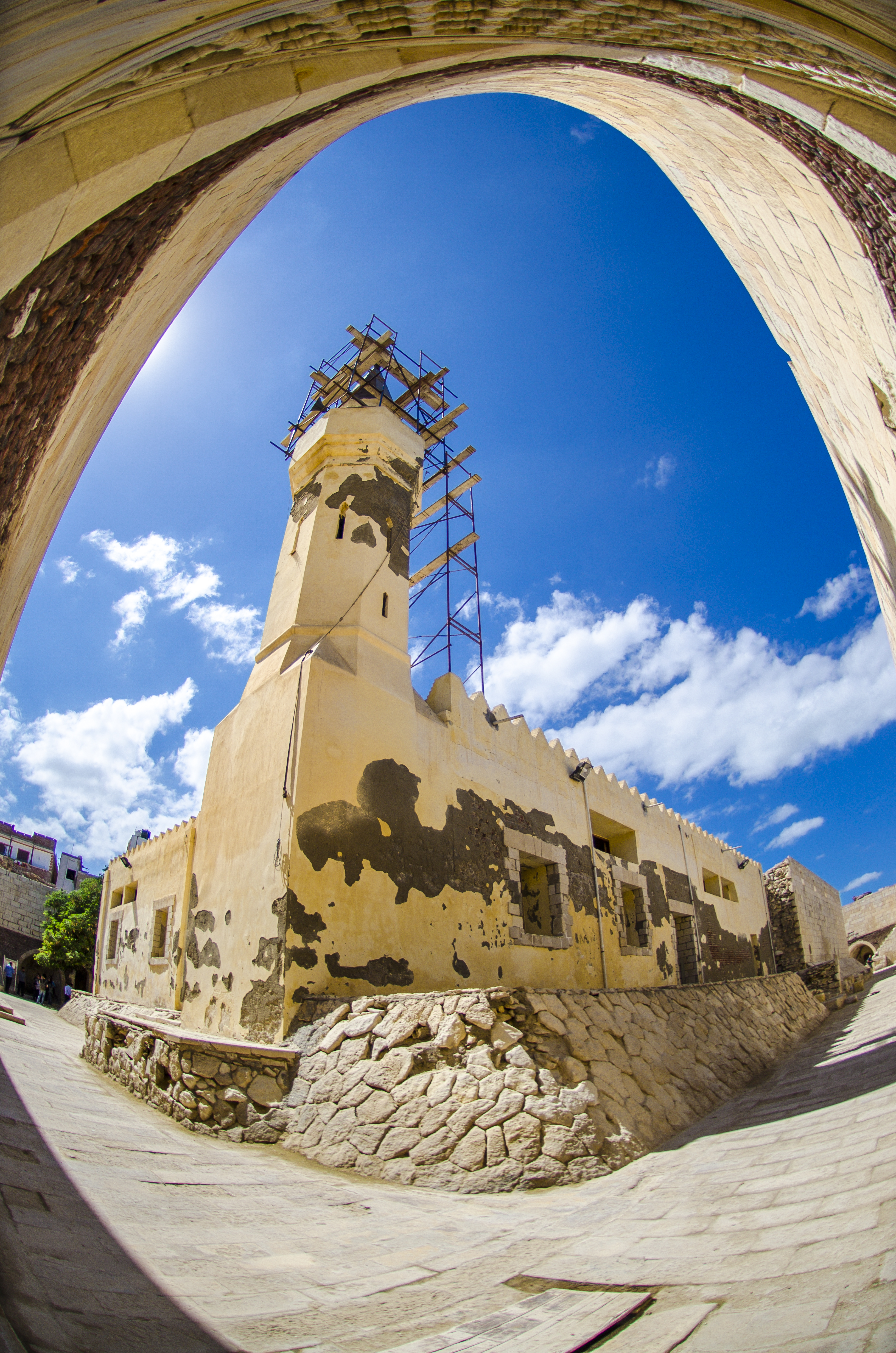
Мечеть у Фортеці Кайтбея